# Naissance en 1148
Naissance
- 1144
- 1145
- 1146
- 1147
- 1148
- 1149
- 1150
- 1151
- 1152

Cette page dresse une liste de personnalités nées au cours de l'année 1148 :
- Drogön Rechen, ou Drogon Renchen Sonam Drakpa, lama de l'école Karma Kagyu du bouddhisme tibétain.
- Galgano Guidotti, chevalier italien devenu ermite.
- Hugues III de Bourgogne, duc de Bourgogne.
- Ōe no Hiromoto, kuge (noble de cour) et vassal du shogunat de Kamakura.
- Philippa d'Antioche (en), mariée à Onfroy II de Toron, maîtresse d'Andronic Ier Comnène.
- Qiu Chuji, moine taoïste, disciple du fondateur du courant Quanzhen Dao, Wang Chongyang.
- Hugues Canefro, croisé italien.

date incertaine (vers 1148)
- Isabelle de Meulan, noble française.
- Béla III de Hongrie, roi de Hongrie.

## Crédit d'auteurs
- Cet article est partiellement ou en totalité issu de l'article intitulé « 1148 » (voir la liste des auteurs).